# Achim Bellmann
Achim Bellmann (ur. 27 lipca 1957 w Münster) – niemiecki szermierz i pięcioboista reprezentujący RFN, złoty medalista mistrzostw świata w szermierce.
Podczas mistrzostw świata w Barcelonie w 1985 roku reprezentanci RFN w składzie: Alexander Pusch, Achim Bellmann, Volker Fischer, Thomas Gerull i Arnd Schmitt zdobyli złoty medal w szpadzie drużynowej. Był to jedyny medal wywalczony przez Bellmanna w zawodach tego cyklu.
Wystartował w pięcioboju na igrzyskach olimpijskich w Los Angeles w 1984 roku, gdzie indywidualnie był czternasty, a drużynowo zajął szóste miejsce. 
Jego żoną była Christiane Weber.